# Hotel de Toekomst
Hotel de Toekomst is een programma van RTL 4 waarin acht werklozen weer aan werk geholpen worden. Het programma ging op 12 januari 2011 van start.
De werklozen gingen in het programma drie maanden in een oud hotel wonen om dit tijdens hun verblijf volledig op te knappen. Ook krijgen ze diverse lessen waar ze leren om later in het hotel te gaan werken. Na afloop van het programma krijgen ze allemaal een baan aangeboden in het nieuwe hotel.
Het programma wordt gepresenteerd door Martijn Krabbé.